# Актанышский район
Актаны́шский райо́н (тат. Актаныш районы) — административно-территориальная единица и муниципальное образование (муниципальный район), в составе Республики Татарстан, Российской Федерации. Находится на северо-востоке республики. Административный центр — село Актаныш.
Основан в 1930 году. В 1963 году в результате укрупнения административных единиц ТАССР район упразднили с передачей территорий Мензелинскому району, но уже 12 января 1965 года восстановили . На начало 2020 года в районе проживало 29 384 человек. Население района представлено только сельскими жителями.
На территории района с 1995 года разрабатывается Актанышское нефтяное месторождение. Основа экономики — сельское хозяйство. С 2017 года действует промышленный парк «Актаныш» площадью 13 гектаров.

## География
Граничит с Мензелинским, Муслюмовским районами республики, с Башкортостаном (Илишевский, Краснокамский, Бакалинский районы, городской округ Агидель) и Удмуртией (Каракулинский район).
По территории района протекает множество рек, среди них одни из самых крупных в Европе — Кама и её приток река Белая. Поверхность района представляет собой волнистую пологонаклонную равнину с амплитудой абсолютных высот от 62 до 235 м и преобладающими высотами 120—140 м. Низшие точки — у поверхности Нижнекамского водохранилища, вдоль затопленных пойм рек Кама, Белая и Ик, ещё одного притока. Наиболее высокие участки расположены в южной части района. Высшая точка рельефа, имеющая отметку 235 м, находится к югу от села Поисево.
По центральной части района протекают реки Восточный и Западный Шабиз. Протяжённость Восточного Шабиза около 45 км, Западного — 30 км. Обе реки текут в широких долинах. Основное водоснабжение района осуществляется на базе подземных вод, на которых расположены водозаборные скважины.
Для района характерен умеренно континентальный климат с тёплым летом и умеренно-холодной зимой. Он формируется в основном под влиянием западного переноса воздушных масс. Воздушные массы, перемещающиеся с Атлантического океана, тёплые и влажные, смягчают местных климат. Внедрение холодного воздуха происходит из Арктического бассейна. Зимой часто вторгается холодный континентальный воздух умеренных широт. Тёплый тропической воздух поступает с юго-запада и юга, летом — с юго-востока.

## Герб и флаг
Герб и флаг отражают географические и экономические особенности: восходящее солнце указывает на восточное местоположение района, а также символизирует долголетие, активность, силу и трудолюбие; две чайки и волнистая полоса показывают особую роль рек, озёр и водохранилищ для региона, а их серебряный цвет является символом чистоты, совершенства, мира и взаимопонимания. Основа экономики района — сельское хозяйство, что отражено в снопе из двенадцати колосьев, по количеству месяцев в году, что символизирует полный годовой сельскохозяйственный цикл. Этим же символом показаны сельские округа, входящие в состав района. Также сноп — традиционный символ плодородия, дружбы, общности интересов, стойкости. Золотой цвет символизирует урожай, богатство, стабильность, уважение; зелёный — символ здоровья, природы, жизненного роста; голубой — чести, благородства, духовности.
Флаг Актанышского района представляет собой прямоугольное полотнище с отношением ширины к длине 2:3, разделённое по горизонтали на три полосы: широкую голубую, самую узкую белую и зелёную.

## История

### Предыстория
Некогда на этих землях проживали финно-угорские народы. Об этом свидетельствуют археологические материалы бронзового века, найденные у Пьянбора, а также в могильниках сёл Такталачук, Чиялек, Татарский Азибей, Семиостров, Ямалы, Масады, Гарай, Ильчебай, Ирмяшево, Актаныш, Карач, Шабызово.
На территории современного района около 100 населённых пунктов были основаны башкирами, которые принадлежали следующим поземельным волостям: Байларской (8 деревень), Булярской (31), Гарейской (21), Енейской (16), Киргизской (8). Во второй половине XIX века они были перераспределены между административными волостями с названиями населенных пунктов — их центров.
После того, как войска Ивана Грозного завоевали Казанское ханство, земли были переподчинены Мензелинскому воеводе Казанского приказа (так в XVI—XVII веках называли местный управленческий орган), с 1708 года территория вошла в состав Казанской губернии, с 1719-го была частью Уфимской провинции, с 1728-го принадлежала Казанскому воеводе, с 1735 года — Башкирской комиссии, с 1744 года оказалась в Оренбургской губернии, с 1781-го подчинялась Уфимскому наместничеству, в 1796-м вновь перешла в состав Оренбургской губернии, а в 1865 году стала частью Мензелинского уезда Уфимской губернии.
В 1920 году Мензелинский уезд вошёл в состав новообразованной Татарской АССР и был переименован в Мензелинский кантон, который после упразднения разделили на Мензелинский и Акташский районы в 1930 году. Тогда в район входили 53 сельских совета, 98 населённых пунктов, в которых проживали 54 813 человек (из них татар — 52 474, русских — 1494, прочих национальностей — 845). В 1940 году его площадь составляла 1298 км², а численность была 41,9 тысяч человек, число сельских советов — 27, населённых пунктов — 77. С 7 декабря 1956 года в состав Актанышского района вошла часть упразднённого Ямашинского района, после присоединения части упразднённого Калининского района 12 октября 1959 года, площадь Актанышского стала 2044,5 км², он состоял из 25 сельских советов и 129 населённых пунктов. В 1963 году, в результате укрупнения административных единиц ТАССР, район упразднили с передачей территорий Мензелинскому району, но уже 12 января 1965 года его восстановили. Итоговая площадь составила 2019 км², численность населения на тот момент была порядка 52,6 тысяч человек, имелось 25 сельских советов и 112 населённых пунктов.

### Современность
С 1998 по 2012 год район возглавлял Энгель Фаттахов. После него исполняющим обязанности главы района назначили Фаиля Камаева, который стал главой в 2013-м и занимал эту должность до 2017 года. В сентябре этого же года на должность главы Актанышского района переизбрали Энгеля Фаттахова, с первого срока он успел поработать министром образования и науки Татарстана и заместителем премьер-министра республики. В 2018-м Фонд противодействия коррупции заметил дорогую закупку мебели в его кабинет по госзаказу, что подняло общественный резонанс.

## Население

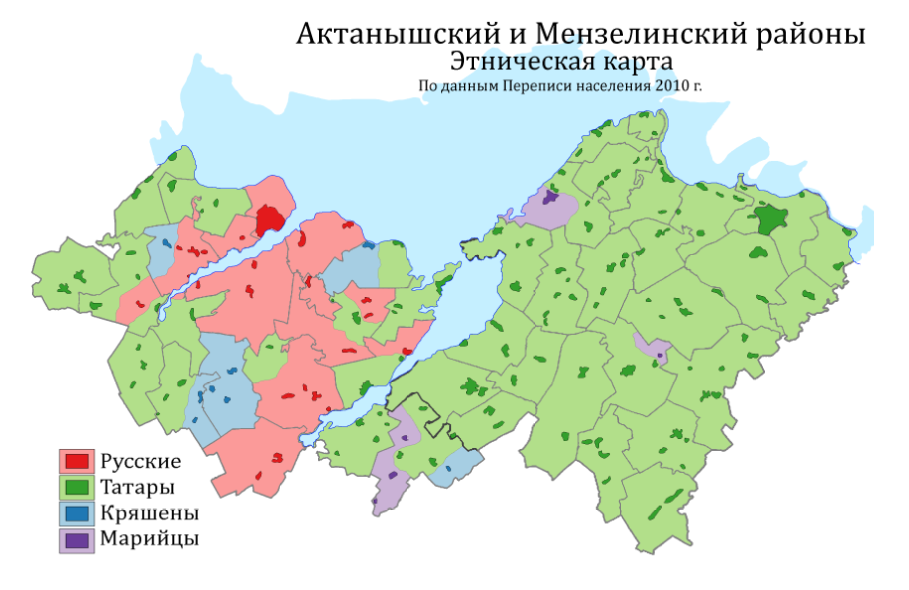
Этническая карта Актанышского и Мензелинского районов

Согласно итогам Всероссийской переписи населения 2020 года (из числа указавших национальность), татары составляют 97,5 % населения района, марийцы — 1,3 %, русские — 0,7 %.
| 2002    | 2003    | 2004    | 2005    | 2006    | 2007    | 2008    | 2009    | 2010    |
| ------- | ------- | ------- | ------- | ------- | ------- | ------- | ------- | ------- |
| 31 712  | ↗31 800 | ↘31 600 | ↗31 697 | ↘31 516 | ↘31 368 | ↘31 169 | →31 169 | ↗31 971 |
| 2011    | 2012    | 2013    | 2014    | 2015    | 2016    | 2017    | 2018    | 2019    |
| ↘31 933 | ↘31 743 | ↘31 596 | ↘31 322 | ↘31 095 | ↘30 831 | ↘30 575 | ↘30 165 | ↘29 836 |
| 2020    | 2021    |         |         |         |         |         |         |         |
| ↘29 384 | ↘28 534 |         |         |         |         |         |         |         |

## Религия

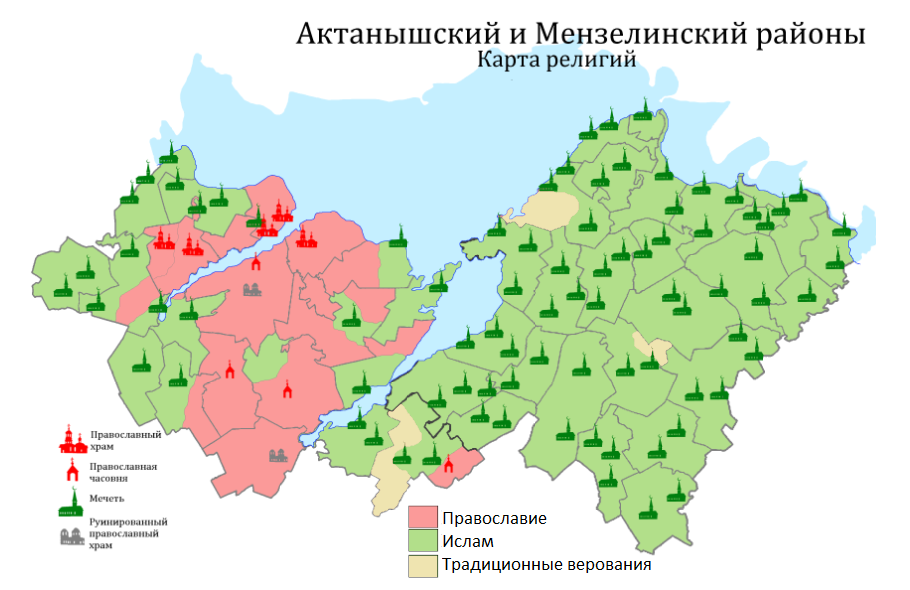
Религиозная карта Актанышского и Мензелинского районов

В районе имеется 57 мечетей и в единственной марийской деревне Мари-Суксу была восстановлена священная роща.

## Муниципально-территориальное устройство
В Актанышском районе 86 населённых пунктов в составе 26 сельских поселений.
| №  | Сельские поселения                     | Админ. центр                | Количество населённых пунктов | Население | Площадь, км² |
| -- | -------------------------------------- | --------------------------- | ----------------------------- | --------- | ------------ |
| 1  | Аишевское сельское поселение           | село Аишево                 | 1                             | ↗399      |              |
| 2  | Аккузовское сельское поселение         | село Аккузово               | 6                             | ↘826      |              |
| 3  | Актанышбашское сельское поселение      | деревня Актанышбаш          | 4                             | ↘1039     |              |
| 4  | Актанышское сельское поселение         | село Актаныш                | 1                             | ↗9905     |              |
| 5  | Атясевское сельское поселение          | село Атясево                | 6                             | ↘616      |              |
| 6  | Верхнеяхшеевское сельское поселение    | село Верхнее Яхшеево        | 4                             | ↘475      |              |
| 7  | Казкеевское сельское поселение         | село Казкеево               | 2                             | ↘503      |              |
| 8  | Кировское сельское поселение           | посёлок Совхоз имени Кирова | 2                             | ↘1119     |              |
| 9  | Кузякинское сельское поселение         | село Кузякино               | 4                             | ↘681      |              |
| 10 | Масадинское сельское поселение         | деревня Масады              | 2                             | ↘381      |              |
| 11 | Новоалимовское сельское поселение      | село Новое Алимово          | 2                             | ↘1388     |              |
| 12 | Поисевское сельское поселение          | село Поисево                | 2                             | ↘1549     |              |
| 13 | Староаймановское сельское поселение    | село Старое Айманово        | 3                             | ↘409      |              |
| 14 | Старобайсаровское сельское поселение   | село Старое Байсарово       | 4                             | ↘892      |              |
| 15 | Старобугадинское сельское поселение    | село Старые Бугады          | 5                             | ↘859      |              |
| 16 | Старокурмашевское сельское поселение   | село Старое Курмашево       | 5                             | ↘702      |              |
| 17 | Старосафаровское сельское поселение    | село Старое Сафарово        | 3                             | ↘959      |              |
| 18 | Такталачукское сельское поселение      | село Такталачук             | 2                             | ↘885      |              |
| 19 | Татарско-Суксинское сельское поселение | село Татарские Суксы        | 6                             | ↘1569     |              |
| 20 | Татарско-Ямалинское сельское поселение | село Татарские Ямалы        | 3                             | ↘716      |              |
| 21 | Тлякеевское сельское поселение         | село Старое Тлякеево        | 2                             | ↘459      |              |
| 22 | Тюковское сельское поселение           | село Тюково                 | 3                             | ↘697      |              |
| 23 | Уразаевское сельское поселение         | деревня Уразаево            | 5                             | ↘868      |              |
| 24 | Усинское сельское поселение            | деревня Качкиново           | 2                             | ↘465      |              |
| 25 | Чалманаратское сельское поселение      | село Чалманарат             | 5                             | ↘517      |              |
| 26 | Чуракаевское сельское поселение        | село Чуракаево              | 2                             | ↘614      |              |

| №  | Населённый пункт    | Тип     | Население | Муниципальное образование              |
| -- | ------------------- | ------- | --------- | -------------------------------------- |
| 1  | Адаево              | село    |           | Кузякинское сельское поселение         |
| 2  | Азметьево           | деревня |           | Такталачукское сельское поселение      |
| 3  | Азякуль             | деревня |           | Актанышбашское сельское поселение      |
| 4  | Аишево              | село    | ↘341      | Аишевское сельское поселение           |
| 5  | Аккузово            | село    |           | Аккузовское сельское поселение         |
| 6  | Актаныш             | село    | ↘9629     | Актанышское сельское поселение         |
| 7  | Актанышбаш          | деревня |           | Актанышбашское сельское поселение      |
| 8  | Аняково             | деревня |           | Поисевское сельское поселение          |
| 9  | Апачево             | деревня |           | Атясевское сельское поселение          |
| 10 | Атясево             | село    |           | Атясевское сельское поселение          |
| 11 | Ахуново             | деревня |           | Аккузовское сельское поселение         |
| 12 | Барсуково           | село    |           | Масадинское сельское поселение         |
| 13 | Буаз-Куль           | деревня |           | Татарско-Ямалинское сельское поселение |
| 14 | Буляк               | деревня |           | Татарско-Ямалинское сельское поселение |
| 15 | Верхнее Гареево     | деревня |           | Чалманаратское сельское поселение      |
| 16 | Верхнее Карачево    | посёлок |           | Татарско-Суксинское сельское поселение |
| 17 | Верхнее Яхшеево     | село    |           | Верхнеяхшеевское сельское поселение    |
| 18 | Верхние Бугады      | деревня |           | Старобугадинское сельское поселение    |
| 19 | Зубаирово           | село    |           | Тюковское сельское поселение           |
| 20 | Ильчебаево          | деревня |           | Уразаевское сельское поселение         |
| 21 | Ирмяшево            | деревня |           | Актанышбашское сельское поселение      |
| 22 | Каенлык             | деревня |           | Старобугадинское сельское поселение    |
| 23 | Казкеево            | село    |           | Казкеевское сельское поселение         |
| 24 | Калмашево           | деревня |           | Чалманаратское сельское поселение      |
| 25 | Картово             | деревня |           | Татарско-Суксинское сельское поселение |
| 26 | Качкиново           | деревня |           | Усинское сельское поселение            |
| 27 | Кузякино            | село    |           | Кузякинское сельское поселение         |
| 28 | Кулуново            | деревня |           | Староаймановское сельское поселение    |
| 29 | Куяново             | село    |           | Уразаевское сельское поселение         |
| 30 | Кыр-Каентюба        | село    |           | Старокурмашевское сельское поселение   |
| 31 | Мари-Суксы          | село    |           | Татарско-Суксинское сельское поселение |
| 32 | Масады              | деревня |           | Масадинское сельское поселение         |
| 33 | Миннярово           | деревня |           | Аккузовское сельское поселение         |
| 34 | Михайловка          | посёлок |           | Аккузовское сельское поселение         |
| 35 | Мрясево             | село    |           | Уразаевское сельское поселение         |
| 36 | Нижнее Гареево      | деревня |           | Чалманаратское сельское поселение      |
| 37 | Нижнее Карачево     | посёлок |           | Татарско-Суксинское сельское поселение |
| 38 | Нижнее Яхшеево      | деревня |           | Верхнеяхшеевское сельское поселение    |
| 39 | Нижние Урьяды       | деревня |           | Кузякинское сельское поселение         |
| 40 | Новое Алимово       | село    |           | Новоалимовское сельское поселение      |
| 41 | Новое Байсарово     | деревня |           | Старобайсаровское сельское поселение   |
| 42 | Новое Балтачево     | деревня |           | Старокурмашевское сельское поселение   |
| 43 | Новое Зияшево       | деревня |           | Старобугадинское сельское поселение    |
| 44 | Новое Курмашево     | село    |           | Татарско-Суксинское сельское поселение |
| 45 | Новый Кадермет      | деревня |           | Аккузовское сельское поселение         |
| 46 | Поисево             | село    |           | Поисевское сельское поселение          |
| 47 | Совхоз имени Кирова | посёлок |           | Кировское сельское поселение           |
| 48 | Старое Агбязово     | село    |           | Чуракаевское сельское поселение        |
| 49 | Старое Айманово     | село    |           | Староаймановское сельское поселение    |
| 50 | Старое Алимово      | деревня |           | Новоалимовское сельское поселение      |
| 51 | Старое Байсарово    | село    |           | Старобайсаровское сельское поселение   |
| 52 | Старое Балтачево    | деревня |           | Старокурмашевское сельское поселение   |
| 53 | Старое Бикчентаево  | деревня |           | Атясевское сельское поселение          |
| 54 | Старое Зияшево      | деревня |           | Тлякеевское сельское поселение         |
| 55 | Старое Кадырметьево | деревня |           | Старосафаровское сельское поселение    |
| 56 | Старое Курмашево    | село    |           | Старокурмашевское сельское поселение   |
| 57 | Старое Сафарово     | село    |           | Старосафаровское сельское поселение    |
| 58 | Старое Султангулово | село    |           | Старобугадинское сельское поселение    |
| 59 | Старое Тлякеево     | село    |           | Тлякеевское сельское поселение         |
| 60 | Старые Бугады       | село    |           | Старобугадинское сельское поселение    |
| 61 | Старые Урьяды       | село    |           | Кузякинское сельское поселение         |
| 62 | Табанлы Куль        | деревня |           | Верхнеяхшеевское сельское поселение    |
| 63 | Таймурзино          | деревня |           | Такталачукское сельское поселение      |
| 64 | Такмаково           | деревня |           | Верхнеяхшеевское сельское поселение    |
| 65 | Такталачук          | село    |           | Такталачукское сельское поселение      |
| 66 | Татарские Суксы     | село    |           | Татарско-Суксинское сельское поселение |
| 67 | Татарские Ямалы     | село    |           | Татарско-Ямалинское сельское поселение |
| 68 | Терпеле             | посёлок |           | Старосафаровское сельское поселение    |
| 69 | Тыннамасово         | деревня |           | Казкеевское сельское поселение         |
| 70 | Тюково              | село    |           | Тюковское сельское поселение           |
| 71 | Улиманово           | село    |           | Кировское сельское поселение           |
| 72 | Уразаево            | деревня |           | Уразаевское сельское поселение         |
| 73 | Усы                 | село    |           | Усинское сельское поселение            |
| 74 | Чалманарат          | село    |           | Чалманаратское сельское поселение      |
| 75 | Чатово              | деревня |           | Атясевское сельское поселение          |
| 76 | Чинниково           | деревня |           | Атясевское сельское поселение          |
| 77 | Чишма               | село    |           | Аккузовское сельское поселение         |
| 78 | Чишмабаш            | деревня |           | Старобайсаровское сельское поселение   |
| 79 | Чиялек              | деревня |           | Староаймановское сельское поселение    |
| 80 | Чиялек              | деревня |           | Старобайсаровское сельское поселение   |
| 81 | Чуганак             | деревня |           | Актанышбашское сельское поселение      |
| 82 | Чураево             | деревня |           | Атясевское сельское поселение          |
| 83 | Чуракаево           | село    |           | Чуракаевское сельское поселение        |
| 84 | Шабизбаш            | посёлок |           | Старокурмашевское сельское поселение   |
| 85 | Шабызово            | деревня |           | Чалманаратское сельское поселение      |
| 86 | Шайчурино           | село    |           | Тюковское сельское поселение           |
| 87 | Шарипово            | деревня |           | Уразаевское сельское поселение         |

Упразднённые населённые пункты
- 1998 год — деревня Дербешка[53].

## Экономика

### Промышленность
В отложениях каменноугольной системы района выявлено несколько мелких месторождений нефти, в том числе Актанышское, которое открыли в 1960 году. В 1995-м разработку начало «Азнакаевскнефть». С 2009-го добычей занимается «Малая нефтяная компания Татарстана». Одной из основных организаций в сфере строительства и производства строительных материалов и изделий для этой отрасли является «Газстройсервис».
Промышленность преимущественно обслуживает сельское хозяйство — основную экономическую деятельность района. Компании в основном заняты переработкой сельхозпродукции и ремонтом техники. Здесь на 2020 год работают следующие крупные предприятия: «Актанышский хлебокомбинат», филиал «Агросилы» — «Актанышское хлебоприёмное предприятие», Актанышский агрегатный завод, «Актаныш-хлеб», Актанышский молочный комбинат. Только с января по сентябрь 2020 года было отгружено товаров собственного производства на 2,6 млрд рублей, для сравнения, за весь 2013-й сумма товаров составила 1,4 млрд.
На территории района с 2017 года действует промышленный парк «Актаныш» площадью 13 га. Его заполняемость на 2020 год составляла 8 %.

### Сельское хозяйство
Сельскохозяйственные земли занимают 1251,44 км² площади района. В этой области действует 15 обществ с ограниченной ответственностью и 2 агрофирмы — «Аняк» и «Актаныш», а также 67 фермерских хозяйств. Основное направление развития сельского хозяйства — зерново-живодноводческое. В районе возделывают яровую пшеницу, озимую рожь, ячмень, овёс, горох, картофель, кукурузу. В 2020-м Актанышский район занимал пятое место в Татарстане по ежедневному производству молока — 178 тонн.
На первое полугодие 2020 года валовая продукция сельского хозяйства составила 1,2 млрд рублей (за весь 2013-й этот показатель составил более 2 млрд).

### Инвестиционный потенциал
Уровень безработицы в районе с 2010 по 2019 года включительно был ниже среднего по республике и варьировался от 0,17 % до 0,39 %, за исключением 2011 года, когда показатели упал до 1,49 %. В 2020 году из-за пандемии коронавируса безработица стала самой крупной за последние 8 лет — 0,51 %, однако это наименьший показатель по всей республике. В период с 2010 по 2020 год соотношение среднемесячной заработной платы к минимальному потребительскому бюджету выросло на 0,82 пункта — с 1,56 до 2,38. При этом, в 2010 году средняя заработная плата составляла около 10 тысяч рублей, а к 2012-му возросла до 14,5 тысяч.
По данным Федеральной службы госстатистики республики, за 2019-й год в Актанышский район было привлечено 1,83 млрд рублей инвестиций (кроме бюджетных средств и доходов от субъектов малого предпринимательства), что составило 0,6 % от общерегиональной доли. В 2018 году сумма была ниже почти на 7 млн и составила 1,15 млрд. Согласно оценке Комитета по социально-экономическому мониторингу Республики Татарстан, объём инвестиций в основной капитал района за первое полугодие 2020-го составили больше 1,2 млрд рублей, или 0,6 % от общего объёма инвестиций в Татарстане, или 426 тысяч на душу населения. В 2010-м этот показатель был почти в 4 раза меньше — 114 тысяч на душу. По направленности инвестиций, согласно комитету, лидирует развитие сельского хозяйства, рыболовства, охоты (вместе 235 млн рублей), добыча полезных ископаемых (209 млн), электроэнергия (32 млн) и строительство (10 млн).

### Жилищный фонд
|                                           | 2018 год | 2018 год | 2018 год | 2018 год | 2019 год | 2019 год | 2019 год | 2019 год | 2020 год (январь-июнь) | 2020 год (январь-июнь) | 2020 год (январь-июнь) | 2020 год (январь-июнь) |
| ----------------------------------------- | -------- | -------- | -------- | -------- | -------- | -------- | -------- | -------- | ---------------------- | ---------------------- | ---------------------- | ---------------------- |
| кв.м                                      | %        | в РТ     | в РТ     | кв.м     | %        | в РТ     | в РТ     | кв.м     | %                      | в РТ                   | в РТ                   |                        |
| кв.м                                      | %        | м²       | % района | кв.м     | %        | кв.м     | % района | кв.м     | %                      | м²                     | % района               |                        |
| Всего                                     | 14177    | 100      | 2409949  | 0,59     | 14073    |          | 2675529  | 0,53     | 7309                   | 100                    | 1353428                | 0,54                   |
| В том числе предприятиями и организациями | 599      | 4,23     | 1301195  | 0,05     | 272      | 1,93     | 1569808  | 0,02     | -                      | -                      | 551485                 | -                      |
| В том числе населением                    | 13578    | 95,77    | 1108754  | 1,22     | 13801    | 98,07    | 1105721  | 1,25     | 7309                   | 100                    | 801943                 | 0,91                   |

### Транспорт
По югу района проходит автодорога М-7 (Волга) «Москва — Казань — Уфа». Другие важные автодороги: «Актаныш — Поисево» (на Мензелинск, Набережные Челны), «Актаныш — Дюртюли» (на Уфу), «Актаныш — Бакалы — Октябрьский», «Чуракаево — Муслюмово — Альметьевск».
На реке Белая развито судоходство. По маршруту «Азякуль — Староянзигитово» действует переправа (дороги на Агидель, Нефтекамск). Имеются пристани около села Татарские Ямалы и деревни Азякуль.

## Экология
Природный памятник Кулягаш — крупнейший на территории Татарстана озёрно-болотный массив, расположен в северно-западной части района. Его общая площадь около 5000 га, протяжённость с запада на восток равна 17,5 км, а с севера на юг — 10 км. Здесь находится самое крупное в республике торфяное месторождение: общие запасы торфа составляют около 5 млн тонн. Наиболее крупные озёрами в пределах массива — озеро Кулягаш, давшее название территории, Атырь, Киндер-Куль, Азыбеевское и Сюляле-Куль. Кроме них есть много озёр-стариц вытянутой формы и небольшой глубины. Например, Кустовое (Иске Идел) у села Актаныш, Сезаккуль около села Семиострово, Сутке-Куль, Ушарова и Азякуль.
Статус природного памятника имеют районные водоёмы. Приток реки Белая, река Сюнь — она протекает вдоль восточной границы района на протяжении 67,2 км. Левый приток Камы — река Ик. Озеро Копаное, почти прямоугольной формы 100 на 50 метров, расположенное на левом берегу реки Сюнь недалеко от села Чишма: его название от искусственного копаного происхождения.
На территории района частично расположен Камско-Икский охотничий заказник. Он образован в 1963 году для охраны таких животных, как лось, косуля, горностай, европейская норка, ондатра, водоплавающих птиц. В целом, леса занимают небольшие площади (4,9 % территорий района), флора представлены дубово-липовыми и берёзово-осиновыми формациями. Крутые склоны водоразделов и оврагов заняты типчаково-разнотравными и типчаково-мятликовыми лугами, в поймах рек распространены злаково-разнотравные луга. Обширные заболоченные участки в долинах рек заросли влаголюбивой растительностью из тростника, рогоза, вейника, осоки, гипновых мхов. На территории района встречаются лось, зайцы русак и беляк, лисица, рысь, куница, тетерев.

## Социальная сфера

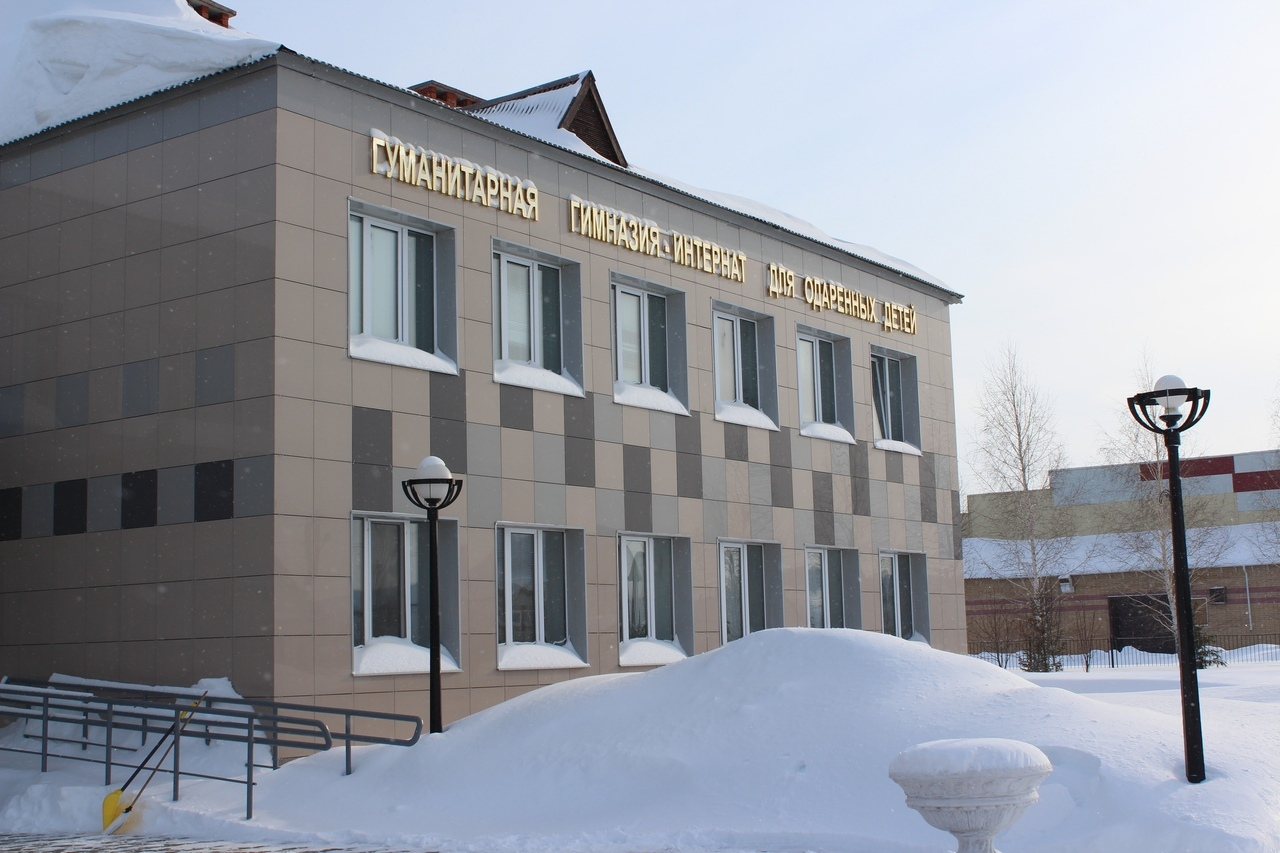
Гуманитарная гимназия-интернат в Актаныше

На конец 2019 года в районе действовало 13 средних, 20 основных общеобразовательных и 31 начальная школа, кадетская школа-интернат, гуманитарная гимназия-интернат для одарённых детей, коррекционная школа-интернат, 39 детских садов, Актанышский технологический техникум, детская школа искусств, Центр детского творчества, ледовый дворец «Лачын», детско-юношеская спортивная школа и клуб физической подготовки, универсальный спортивный зал «Батыр», образовательно-оздоровительный лагерь «Буляк». Культурная инфраструктура представлена 113 различными учреждениями: сельскими и районными домами культуры и клубами, культурным центром «Яшьлек», библиотеками, детскими школами искусств с отделениями, Актанышским районным краеведческим музеем. В районе действует 13 народных творческих коллективов и государственный ансамбль песен и танцев «Агидель».
Медицинскую помощь населению района оказывают «Актанышская центральная районная больница», Пойсевская участковая больница, Такталачукская, Татаросуксинская и Байсаровская врачебные амбулатории и 61 фельдшерско-акушерский пункт.

### Районные объекты культурного наследия
- Некрополь у села Миннярово — погребение бронзового века на левобережье реки Сюнь. Археологи нашли предметы, свойственные кочевым племенам, которые пасли свои стада на полях от Урала до Дуная[78].
- Чишминский могильник — памятник бронзового века. Курган был диаметром 23 м и высотой 0,6 м. Погребённого уложили на лубяную подстилку в материковую яму глубиной 1,55 м на правый бок головой на восток. Кости имели красноватый оттенок, предположительно, от охристой подсыпки. Также обнаружили следы серебряного диска на груди. В пределах кургана расчищено и детское погребение с лепным плоскодонным горшком[79][80].
- Могильник у деревни Уразаево — группа погребений со скорченными останками людей, которых уложили головами на восток. Рядом обнаружили андроновскую посуду, в тесте выявлена примесь толчёной раковины. По антропологическому типу население на могильнике представлено смешанное, то есть имевшее как монголоидные, так и европеоидные признаки. Археологи считают, что это группа принадлежит черкаскульской культуре погребений и относится к периоду XIV века до н. э.[79][81]
- Дом-музей Шарипа Шаймиева — небольшой деревянный особняк, на фасаде которого расположены шесть окон. Его построил первый председатель первого Коллективного хозяйства имени 1 Мая Калининского района ТАССР Шарип Шаймиев, отец первого президента Республики Татарстан Минтимера Шаймиева. Музей открыли 11 июля 2005 года, а с 2011-го он стал филиалом Актанышского районного краеведческого музея[79].
- Дом Ш. Мухитова в селе Актаныш, построен в XIX века для купцов Мухитовых[82]. К нему должно относиться и здание товарного склада, построенное в конце XIX — начале XX веков для хранения шкур[83], однако в 2017 году его снесли[84][72].

### Персоналии
- Авзалова, Альфия Авзаловна — певица, заслуженная артистка России, народная артистка Татарстана
- Алиев, Такиулла Абдулханнанович (1894—1957) — инженер-энергетик, деятель Башкирского национального движения
- Ахатов, Габдулхай Хурамович — ученый-тюрколог, лингвист, диалектолог татарского языка
- Гумеров, Флун Фагимович — предприниматель
- Давлетов, Баян Еркеевич — Герой Советского Союза
- Иманов, Зуфар Минтимирович — Герой Социалистического труда
- Маннанов, Ильдар Маннанович — Герой Советского Союза
- Мутин, Ильдархан Ибрагимович — деятель башкирского национального движения
- Мутин, Мухтар Исхакович — артист Татарского академического театра
- Муллагалиева Лилия Абугалиевна — Заслуженная артистка Республики Татарстан
- Родионов, Анатолий Иванович — советский флотоводец, контр-адмирал, кандидат военно-морских наук
- Султанов, Мансур Исламович (1875—1919) — флейтист, фольклорист. Первый профессиональный музыкант из башкир
- Султанов, Искандар Мухамедьярович (1872—1920) — деятель Башкирского национального движения, член Кесе Курултая — предпарламента Башкурдистана
- Шаймиев, Минтимер Шарипович — первый президент Республики Татарстан
- Фаттахов, Энгель Навапович — заместитель премьер-министра республики, региональный министр образования и науки[85], глава муниципального района.